# Dieci donne
Dieci donne è un romanzo della scrittrice cilena Marcela Serrano. Si tratta di un romanzo corale in cui le dieci voci narranti ricostruiscono la vita delle donne cilene contemporanee.

## Trama
Nove donne cilene che non si sono mai incontrate e che non hanno niente in comune (se non il fatto di frequentare sedute di psicoanalisi), vengono invitate dalla loro psicoterapeuta Natasha ad un incontro di gruppo.

## Edizioni
- Marcela Serrano, Dieci donne, traduzione di Michela Finassi Parolo, T.Gibilisco, Feltrinelli, 1º gennaio 2011,  p. 285, ISBN 978-88-07-01842-8.